# Thomas Tooke

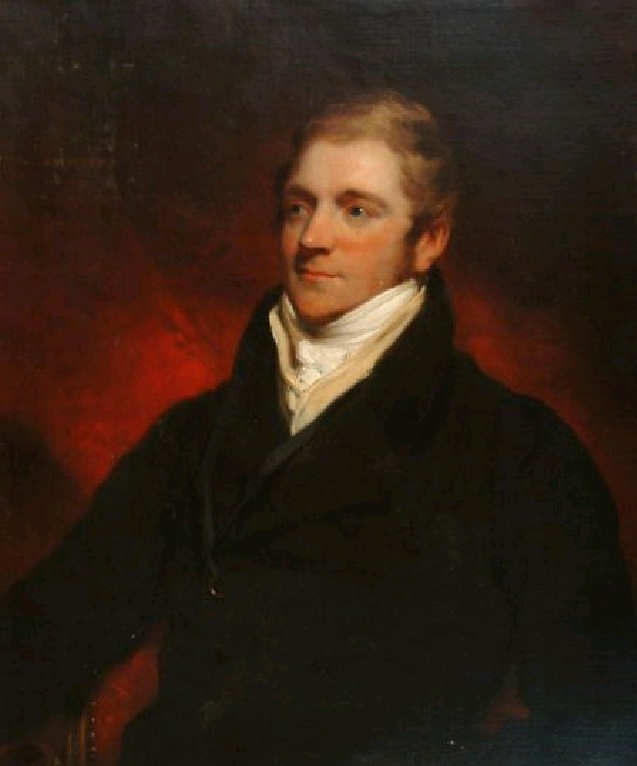
Thomas Tooke

Thomas Tooke (* 28. Februar 1774 in Kronstadt; † 26. Februar 1858 in London) war ein englischer Ökonom. Er war Sohn des Historikers William Tooke.
Tooke vertrat gemeinsam mit John Fullarton die These, der Geldbedarf einer Volkswirtschaft werde sich ganz von alleine regeln. Gegen diese These behaupteten Robert Torrens und David Ricardo, dass die Geldmenge begrenzt werden müsse. Tooke verfasste eine Geschichte der Preise von 1793 bis 1857, in welcher er u. a. nachwies, dass die Löhne immer von allen Tauschgegenständen die letzten sind, deren Preise angepasst werden. In seiner berühmten Verteidigungsrede vor dem Königlichen Kammergericht zu Berlin gegen die Anklage, die besitzlosen Klassen zum Hass und zur Verachtung gegen die Besitzenden öffentlich aufgereizt zu haben (Die indirecten Steuern und die Lage der arbeitenden Klassen Zürich 1863) argumentierte Ferdinand Lassalle mit diesem Nachweis.
1821 wurde er Mitglied der Royal Society.